# RoboCop : Alpha Commando
Pour les articles homonymes, voir Robocop (homonymie).
RoboCop : Alpha Commando est une série télévisée d'animation et de science-fiction américano-canadienne en 40 épisodes de 30 minutes, créée par Edward Neumeier et Michael Miner d'après le film homonyme et diffusée du 7 septembre 1998 au 3 février 1999 en syndication.
En France, la série est diffusée à partir du 15 août 1999 sur M6 dans l’émission M6 Kid.

## Synopsis
En 2030, RoboCop est réactivé après une période d'hibernation. Assigné à la Alpha Division, il a une nouvelle équipière, l'agent Nancy, remplaçante d'Anne Lewis. Nancy est dépitée de traîner une vieille mécanique, jusqu'au moment où elle se rend compte que RoboCop n'est pas seulement une machine.
La personne ayant remis à neuf RoboCop est le Dr Cornelius Neumeier, un scientifique un peu excentrique.

## Distribution

### Voix anglaises
- David Sobolov : Alex Murphy / RoboCop
- Akiko Morison : Agent Nancy Miner
- Dean Haglund : Dr Cornelius Neumeier
- Blu Mankuma : Sergent Reed
- Campbell Laneas : Alpha Prime
- Teryl Rothery : voix additionnelles

### Voix françaises
- Daniel Beretta : Alex Murphy / RoboCop
- Marie Martine
- Eric Missoffe
- Michel Bedetti
- Hélène Chanson
- Jean-Luc Kayser

## Épisodes
1. Le Retour de la loi - 1re partie (Justice Reborn - Part 1)
2. Le Retour de la loi - 2e partie (Justice Reborn - Part 2)
3. Le Retour de la loi - 3e partie (Justice Reborn - Part 3)
4. Un endroit si paisible (Doppelganger)
5. La Reine des clones (Town of Tomorrow)
6. Le Fou de robots (Cyber-Fagin)
7. Un virus effrayant (Plague on Ice)
8. Escapade dans le désert (Robo Racer)
9. Le Justicier fou (Hermanator)
10. La Revanche (RoboPop)
11. Un amour d'étudiant (The Weakest Link)
12. Une grande vedette (Really, Really Big Shoo)
13. Le Virus du rire (A Pretty Girl is Like a Malady)
14. Francesca (Francesca's Quest)
15. Un beau projet (Power Play)
16. Séjour sous-marin (Deep Trouble)
17. La Mutinerie (Maxsop 4)
18. L'Esprit de Noël (Oh Tannenbaum, Whoa Tannenbaum!)
19. Paris sera toujours (Paris We'll Always Have Paris)
20. De vieux amis (Best Friends)
21. Le Jardin du mal (Garden of Evil)
22. Un bon chien (RoboDog)
23. Dispute de famille (Brawl in the Family)
24. Jeux dangereux (Cop Games)
25. H2 Zoros (H-2-Uh-Oh)
26. La Taupe (Inside Out)
27. Le Retour de Erg (The Erg and I)
28. Une île de rêve (Survival of the Fittest)
29. Qui est qui ? (While You Were Sleeping)
30. Le Retour d'Hermanator (Return of the Hermanator)
31. Réunion de famille - 1re partie (Family Reunion - Part 1)
32. Réunion de famille - 2e partie (Family Reunion - Part 2)
33. Un tout petit voyage (Small Packages)
34. Tout dans la tête (Head Games)
35. Rires et cauchemars (DARC Secrets)
36. Des plantes envahissantes (Thank You Very Mulch)
37. Tel père tel fils (Father's Day)
38. Les Hommes des cavernes (Out of the Dark)
39. Une belle croisière (Das Re-Boot)
40. Parlons du temps (Talk About the Weather)

### Commentaire
L'agent Nancy est en référence à Nancy Allen l'actrice qui joue Anne Lewis dans les fictions précédentes. Les armes à feu sont remplacées par des armes lasers et les effusions de sang sont absents afin d'éviter la censure.